# ES Wasquehal
Entente Sportive de Wasquehal to francuski klub piłkarski z siedzibą w Wasquehal.

## Historia
Klub został założony w 1924 roku jako L’Union Sportive de Wasquehal. W 1945 roku po fuzji z L'Association Sportif Wasquehal nazwę zmieniono na obecną.

### Ostatnie lata
Obecnie klub po tym, jak w 2008 roku spadł z CFA, występuje w CFA2. W 1997 roku klub stał się drużyną zawodową. Pomiędzy rokiem 1998 a 2003 ES Wasquehal występował w Ligue 2.

## Stadion
Domowe spotkania zespół gra na niewielkim Stadium Nord Lille Métropole w Villeneuve-d’Ascq. W ostatnich latach klub grał na stadionie głównym, lecz po spadku z Championnat National, jedynym najemcą obiektu uczyniono lokalnego rywala Lille OSC.

## Osiągnięcia
- Wicemistrzostwo France Division 3 w 1997 roku
- Mistrzostwo France Division 4 w 1995 roku
- Mistrzostwo France DH North w 1988 roku
- 13. miejsce we francuskiej Division 2 w sezonie 2000/01